# Чока
Чока е град в Севернобанатски окръг, Войводина, Сърбия. Населението му е 4720 жители. Населението е смесено с преобладаващи унгарци и сърби.